# Фоторегистратор

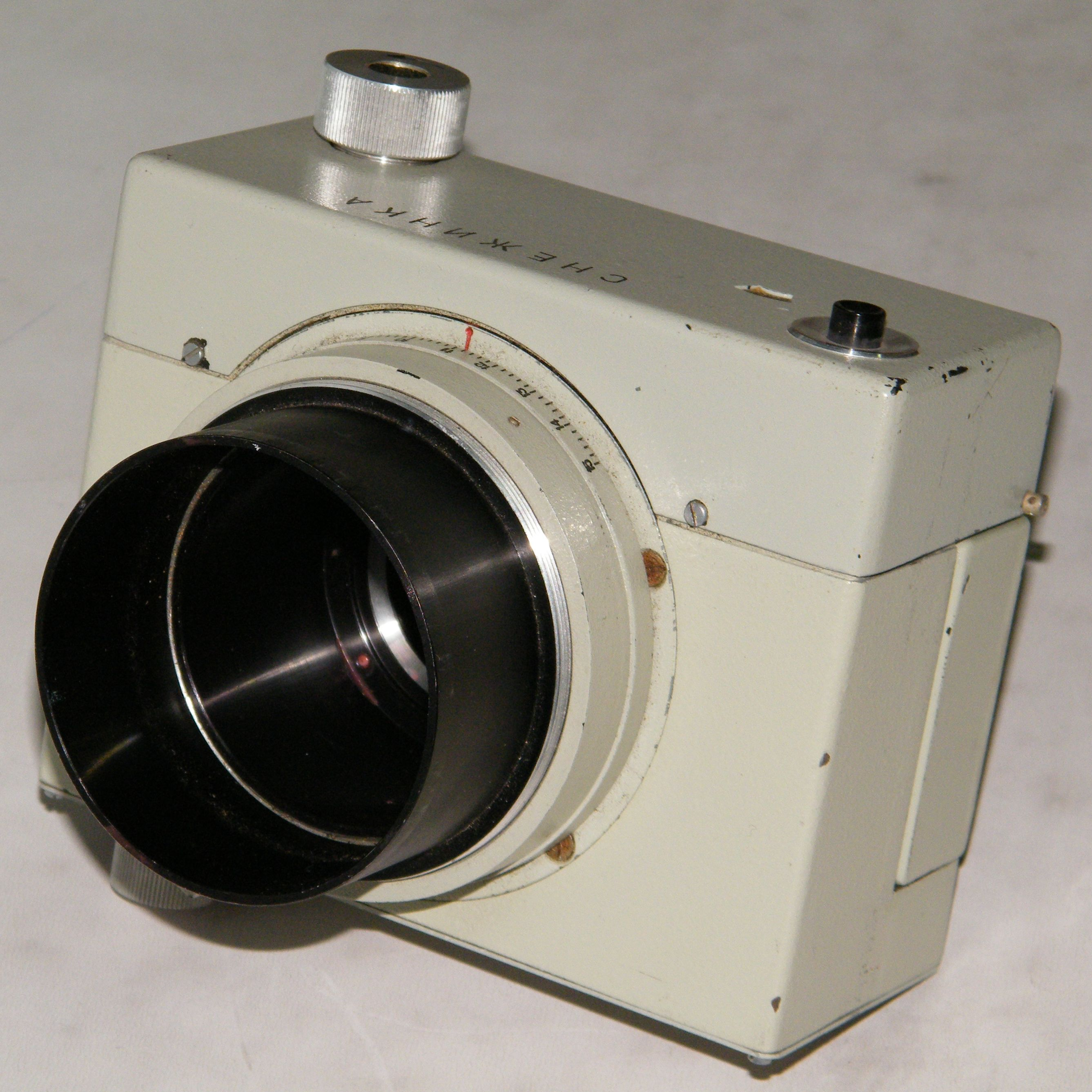
Фоторегистратор «Снежинка»
СССР, 1980-е годы

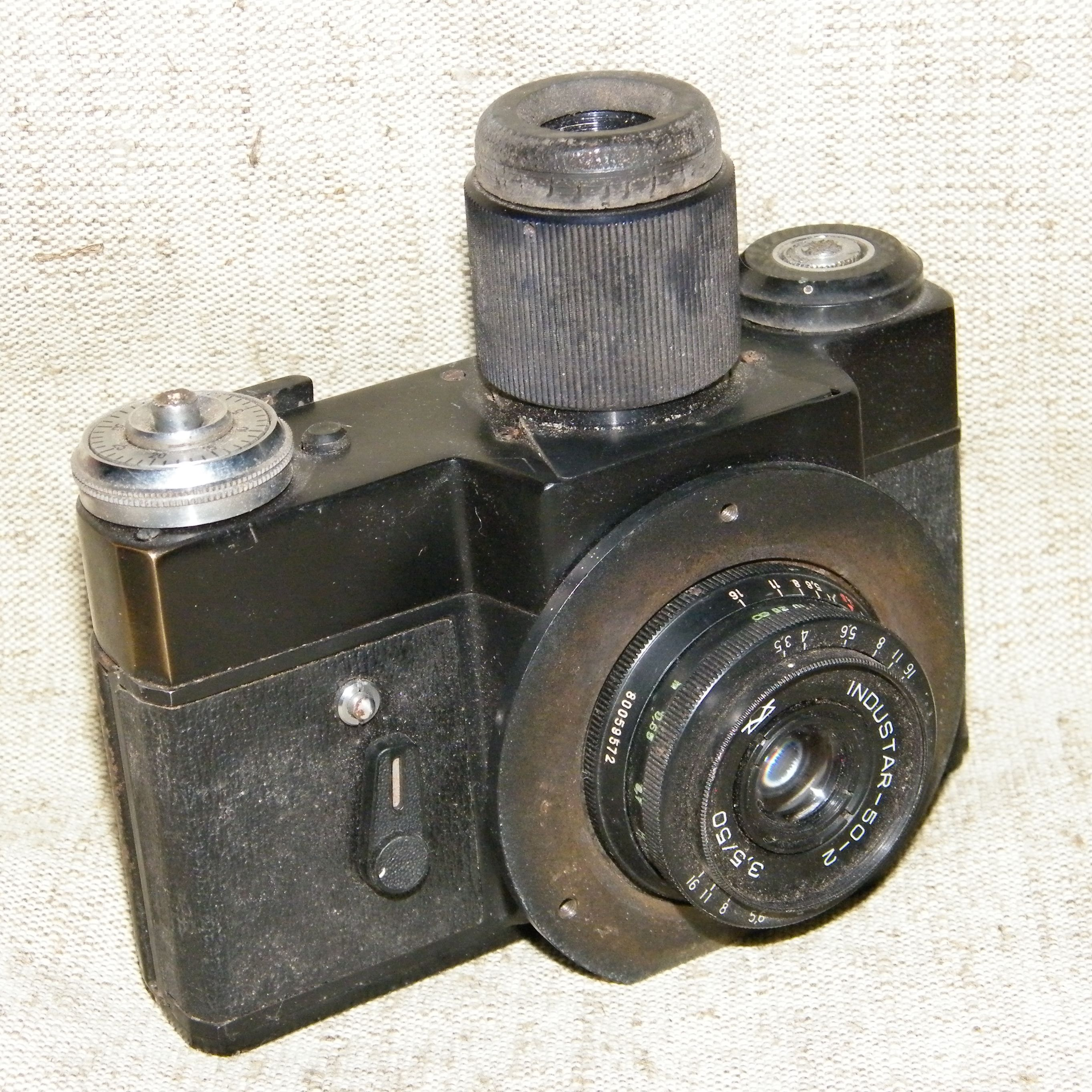
«Зенит-В» («Зенит-Е»?) без пентапризмы, единственная выдержка «B». (БелОМО).

Фоторегистра́тор — категория фотоаппаратов, предназначенных для съёмки с экрана осциллографа, экрана радиолокатора, экрана аппарата ультразвукового исследования (медицина, дефектоскопия), флюорографы, а также для съёмки изображений, полученных с помощью эндоскопа, телескопа, микроскопа и другой аппаратуры.

## Техническое исполнение
По техническому исполнению фоторегистраторами могут быть:
- Обычные любительские или профессиональные фотоаппараты (плёночные или цифровые), присоединяемые с помощью специальных приспособлений к научному прибору.
- Фотоаппараты, конструкция которых позволяет быть легко адаптирована к специальной съёмке.

Конструкция фотоаппарата «Olympus OM-1n» позволяет лёгкую замену фокусировочного экрана на коллективную линзу, применяемую при съёмке с использованием эндоскопа. После установки обычного фокусировочного экрана и штатного объектива аппарат пригоден для обычной фотографии.
- Фотоаппараты, подвергшиеся незначительной адаптации к специальной съёмке.

Однообъективными зеркальными фотоаппаратами «Praktica» комплектовались жёсткие эндоскопы фирмы Fridel (оба производства ГДР). Для замены фокусировочного экрана требовалась разборка в мастерской.
- Фотоаппараты, значительно переделанные из серийных моделей.

В Германии выпускался фотоаппарат «Leica MDa» без видоискателя и дальномера.
На Красногорском механическом заводе выпускались фотоаппараты «Зоркий-4К» без видоискателя и дальномера, со специальным креплением к соответствующей оптике.
В 1980-х годах на БелОМО выпускался «лабораторный» «Зенит-ЕТ», предназначенный для микрофотографии — фотосъёмки с использованием оптического микроскопа. Отличие от любительских фотоаппаратов — единственная выдержка «B», отсутствие автоспуска, отсутствие пентапризмы, отсутствие экспонометра. Визирование проводилось через несъёмную шахту с окуляром. Фокусировочный экран — матовое стекло.
- Фотоаппараты специальной конструкции.

Фоторегистратор «Снежинка» произведён на оборонном предприятии СССР в 1980-е годы. Корпус литой из алюминиевого сплава в пылевлагозащищённом исполнении, 35-мм перфорированная фотоплёнка в стандартных кассетах, размер кадра 24×36 мм, фотографический затвор — фокальный из двух пар металлических ламелей. Взвод затвора, перемотка плёнки, спуск и установка выдержек — только с пульта дистанционного управления (полностью электронное управление). Снабжён специальным креплением оптики.
К фоторегистраторам можно отнести фотоаппараты флюорографов.
В 1980-х годах к аппаратам ультразвукового исследования прилагались камеры фирмы Polaroid, позволявшие делать моментальный снимок с экрана медицинского прибора.
|                                                                                          |                                                                       |                                            | |                                              |
| Цифровой фотоаппарат «Olympus» с микрофотонасадкой присоединён к оптическому микроскопу. | Фотоаппарат «Olympus OM-1n» и адаптер для присоединения к эндоскопам. | «Leica MDa» без видоискателя и дальномера. | Фотоаппарат «Acmel CRT» приставлялся к экрану кинескопа (осциллографа) и делался моментальный снимок на фотоматериале типа Polaroid. | Фоторегистратор «Снежинка» в раскрытом виде. |